# Concana splendens
Concana splendens är en fjärilsart som beskrevs av Heinrich Benno Möschler 1880. Concana splendens ingår i släktet Concana och familjen nattflyn. Inga underarter finns listade i Catalogue of Life.